# Parafia Matki Bożej Szkaplerznej w Górkach
Parafia Matki Bożej Szkaplerznej w Górkach – parafia rzymskokatolicka w Górkach (erygowana w 1984 roku). Prowadzona jest przez księży ze Zgromadzenia Świętego Michała Archanioła (CSMA). Na jej terenie znajduje się kościół murowany, jednonawowy, wybudowany w latach 1980-1983, styl – współczesny. Od 2014 r. trwa jego rozbudowa.

## Historia parafii
Przekazy ustne mówią, że grupa ludzi wracających z pola, ujrzała Matkę Boską, a objawieniu temu towarzyszyły dźwięki sygnaturki. Rok objawienia nie jest znany, ale wiadomo, że chwilę później Stanisław Rodak w podziękowaniu Bogu za otrzymane łaski za wstawiennictwem Maryi, wybudował na swojej działce maleńką kapliczkę (wysokość: 6 m, długość: 4 m, szerokość: 3 m). 10 lipca 1935 bp Henryk Przeździecki ogłosił ją pod wezwaniem N.M.P. Matki Kościoła. 21 lipca 1935 kapliczka została poświęcona przez ks.Mariana Juszczyka piastującego w danej chwili posługę proboszcza w pobliskim Garwolinie, a pieczę nad nią powierzono Stefanowi Kowalskiemu.
Oprócz tego objawienia M.B. przypuszczalnie z 1935 r., Matka Boża ukazywała się w Górkach innym ludziom średnio co kilkadziesiąt lat. W roku 2012 Zofia Kaczmarczyk wspomina: "Znam pierwsze objawienia. Miałam wtedy 7 lat. To było przed wojną. Taka Jagusia chodziła po prośbie i u nas nocowała. Ona mówiła o tym, że tu objawiła się jej Matka Boża, że tu wytryśnie źródełko, że tu powstanie klasztor, że tu będą wycieczki przyjeżdżać.” Rzeczywiście zaraz po domniemanych objawieniach wytrysnęło źródełko (nie jest znane to, czy źródełko było najpierw, a potem kapliczka, czy odwrotnie). Jego ujęcie wypadło bardzo blisko kapliczki.
W nowo wybudowanej kapliczce msze św. były tylko raz do roku – w Zielone Świątki. Podczas II wojny światowej, sytuacja wymusiła codzienne odprawianie tam mszy. Po wojnie mszę sprawowano raz na miesiąc, a po kilku latach, w okresie wiosenno-letnim, w każdą niedzielę. W 1953 r. biskup podlaski Ignacy Świrski dopatrzył się braku dokumentu kanonicznego na sprawowanie w tej kapliczce mszy św. i 14 stycznia 1953 taki dokument wydał.
W bliżej nieznanym roku, nastąpiło kolejne nieudokumentowane objawienie się Matki Bożej. Ze wspomnień Genowefy Pałyski wynika: "Mój mąż jeździł  do Budel do swojego brata. Od Górek to jest 1,5-2 km. Raz jak wracał, późno było. Zajechał tam, rzucił rower, poszedł się napić wody ze źródełka, a koło tej kapliczki jakaś Pani jest. Ta Pani mówi: — Co pan tu robi o tej porze? — Ja zawsze wracam od kuzynów, od brata, zajeżdżam tu. A co Pani tu robi? — Ja pilnuję dzieci swoich, żeby nie zginęły. — Jakich dzieci? Nie widzę tu żadnych dzieci? Mąż patrzy na Nią, a Jej już widać połowę. A później wzięła się rozpłynęła zupełnie zniknęła.”
Około roku 1960 wokół źródełka wybudowano drewnianą studnię z drewna dębowego. Pod koniec lat 80. XX wieku, zrodziła się potrzeba zastąpienia kapliczki świątynią. Projekt zatwierdzono 14 września 1980, a 21 czerwca 1981 bp siedlecki Jan Mazur poświęcił kamień węgielny. Budowę świątyni ukończono w 1984 r. 5 lipca 1984 bp ordynariusz odłączył wieś Górki i Izdebnik od parafii w Garwolinie, tworząc tym samym nową parafię w Górkach jako samodzielny Rektorat. Pieczę nad nowo utworzoną parafią objęło Zgromadzenie Świętego Michała Archanioła (CSMA).
Wieści o objawieniach Maryi w Górkach oraz uzdrowienia jakie się dokonują w tym miejscu (także po napiciu się wody ze źródełka lub obmyciu się nią), ściągają systematycznie do Górek coraz więcej pielgrzymów z całej Polski. W wyniku tego ok. roku 2012, zaszła potrzeba rozbudowania kościoła z 1984 r. Obecnie, od roku 2014 trwa ta rozbudowa. Zakończenie prac jest przewidywane na rok 2017.

### Sanktuarium Matki Bożej Fatimskiej
27 maja 1997 biskup Jan Wiktor Nowak, wydał dekret: "Przychylając się do prośby duszpasterzy i wiernych parafii Górki k. Garwolina, biorąc pod uwagę wieloletni kult maryjny i fakt, że od dziesięciu lat w każdą pierwszą sobotę miesiąca od maja do października odprawiane są nabożeństwa fatimskie z licznym udziałem wiernych, niniejszym dekretem, ku większej chwale Bożej i czci Matki Najświętszej, ogłaszam kościół parafialny w Górkach k. Garwolina Sanktuarium Matki Bożej Fatimskiej"
Pierwsze Nabożeństwo Fatimskie zostało odprawione w Górkach w pierwszą sobotę lipca 1987. Od tamtej pory notuje się (na podstawie udzielanych Komunii św.) systematyczny wzrost liczby pielgrzymów przybywających na te nabożeństwa.
Plan uroczystości
- spowiedź św. (godz. 18:00)
- Droga Krzyżowa (godz. 19:00)
- Msza św. (godz. 20:00)
- Różaniec (ok. godz. 22:30)
- Procesja z figurą Matki Bożej Fatimskiej (ok. godz. 23:00)
- Pasterka Maryjna (godz. 00:00)

### Wydarzenia z życia parafii
- 1987 – odprawienie pierwszego w historii parafii Nabożeństwa Fatimskiego
- 1997 – mianowanie kościoła p.w. Matki Bożej Szkaplerznej, Sanktuarium Matki Bożej Fatimskiej
- 2000 – nadanie kościołowi tytułu kościoła jubileuszowego
- 2014 – rozpoczęcie rozbudowy kościoła z 1984 r.

## Zasięg parafii
Do parafii należą wierni z miejscowości: Taluba, Feliksin, Górki, Izdebnik, Parcele Rębków, Ruda Talubska oraz Zakącie. Liczba parafian w momencie powołania parafii wynosiła 520 osób, rosnąc do 1300 osób w roku 2014.

## Duchowieństwo

### Proboszczowie
1. ks. Stanisław Pasionek CSMA (od 1984 r.)
2. ks. Ryszard Żurad CSMA (od 1990 r.)
3. ks. Kazimierz Radzik CSMA (od 1998 r.)
4. ks. Paweł Nowogórski CSMA (od 2004 r.)
5. ks. Czesław Knebel CSMA (od 2010 r.)
6. ks. Antoni Tyniec CSMA (od 2019 r.)

### Wikariusze
- ks. Piotr Bulanda CSMA (od 2008 r.)
- ks. Mariusz Źrebiec CSMA (od 2013 r.)
- ks. Krzysztof Bochenek CSMA (od 2014 r.)
- ks. Kamil Kędzior CSMA (od 2015 r.)
- ks. Jakub Kasprzycki CSMA (od 2016 r.)
- ks. Marek Serwatka CSMA (od 2020r.)